# België op het Eurovisiesongfestival 1973
België nam deel aan het Eurovisiesongfestival 1973 in Luxemburg. Het was de 18e deelname van het land op het Eurovisiesongfestival. Het koppel Nicole & Hugo werden gekozen om het land te vertegenwoordigen. In Luxemburg eindigden zij op de laatste plaats.

## Selectieprocedure
Liedje voor Luxemburg was de Belgische preselectie voor het Eurovisiesongfestival 1973. Tien liedjes werden door de BRT geselecteerd voor de nationale songfestivalfinale, vijf uitvoerders kregen elk twee van die nummers toegewezen om te zingen. Op voorhand werden Nicole & Hugo in de pers al als winnaars aangeduid. Met de geelzuchtperikelen van 1971 in het achterhoofd, stond het voor de bladen al vast dat de BRT het duo opnieuw richting Songfestival zou sturen, wat ook gebeurde. Een jury van zeven experten had evenveel punten te vergeven tijdens de show op 25 februari. Het viertalige Baby, baby kreeg er daarvan vier achter zijn naam.
| Plaats | Artiest          | Lied                    | Punten |
| ------ | ---------------- | ----------------------- | ------ |
| 1      | Nicole & Hugo    | Baby, baby              | 4      |
| 2      | Rita Deneve      | Vrede voor iedereen     | 2      |
| 3      | Ann Christy      | Bye bye                 | 1      |
| 4      | Nicole & Hugo    | Jij en ik en wij        | 0      |
| 4      | Liliane Dorekens | Kus, kiss, kuss         | 0      |
| 4      | Liliane Dorekens | Morgen                  | 0      |
| 4      | Rita Deneve      | Ga met me mee           | 0      |
| 4      | Ann Christy      | Meeuwen                 | 0      |
| 4      | Kalinka          | Home sweet home         | 0      |
| 4      | Kalinka          | Nooit ga ik van je heen | 0      |

1956 · 1957 · 1958 · 1959 · 1960 · 1961 · 1962 · 1963 · 1964 · 1965 · 1966 · 1967 · 1968 · 1969 · 1970 · 1971 · 1972 · 1973 · 1974· 1975 · 1976 · 1977 · 1978 · 1979 · 1980 · 1981 · 1982 · 1983 · 1984 · 1985 · 1986 · 1987 · 1988 · 1989 · 1990 · 1991 · 1992 · 1993 · 1994 · 1995 · 1996 · 1997 · 1998 · 1999 · 2000 · 2001 · 2002 · 2003 · 2004 · 2005 · 2006 · 2007 · 2008 · 2009 · 2010 · 2011 · 2012 · 2013 · 2014 · 2015 · 2016 · 2017 · 2018 · 2019 · 2020 · 2021 · 2022 · 2023 · 2024 · 2025